# Margaret Clement
Margaret Clement o Clements (1508–1570), nacida como Margaret Giggs, fue una de las mujeres mejor educadas del periodo Tudor y la hija adoptiva de Tomás Moro.

## Biografía
El nombre de soltera de Clement era Giggs. Nació en 1508, hija de un noble de Norfolk. Era pariente de Tomás Moro, que la crio desde niña junto a sus propias hijas. Hacia 1530, se casó con el médico John Clement, evento al que John Leland dedicó un epitalamio. Su imagen fue incluida en los dos grandes retratos de la familia Moro que pintó Hans Holbein, pintados ambos casi al mismo tiempo.
Su especialidad probablemente fuera el álgebra, y Moro tuvo una "piedra algoritmo" suya en la Torre de Londres durante su cautiverio, que le devolvió el día antes de su ejecución en 1535. Por devoción a su fe católica, arriesgó su vida para socorrer a los Mártires Cartujos, monjes privados de alimento hasta la muerte por rechazar renunciar a su fe. También obtuvo la camisa en la que sufrió Tomás Moro, y la preservó como reliquia. Thomas Elyot les había transmitido a ella y a su marido la indignación sentida por el emperador Carlos I de España y V de Alemania, sobrino de Catalina de Aragón, por la renuncia de Moro, pero William Roper, escribiendo años más tarde, señaló que lo que indignó al emperador fue la ejecución de Moro; como señala Raymond Wilson Chambers, Elyot no era embajador en la corte imperial cuando ejecutaron a Moro.
Mantuvo su fe católica y murió en el exilio en Malinas en los Países Bajos de los Habsburgo el 6 de julio de 1570. Tuvo una única hija, Winifred, que se casó con William Rastell, un juez sobrino de Moro.